# François Bouffier
Pour les articles homonymes, voir Bouffier.
François Bouffier (1844-1881) est un sous-officier français, sergent dans le 8e bataillon d'infanterie.  Il est membre de la première mission militaire française au Japon en 1867 dirigée par Jules Chanoine. Il devient ainsi instructeur de l'infanterie dans l'armée du shogun.
Durant la guerre de Boshin et la déclaration de neutralité des puissances étrangères, Bouffier choisit de démissionner de l'armée française et de continuer la lutte du côté du Bakufu.
Il participe à la bataille de Hakodate où il dirige l'un des quatre régiments japonais.